# Себуанци
Себуано (себ. Mga Sugbuanon) је аустронежански народ. На Филипинима чине око 13,1% становништва, и други су народ по бројности, после Тагала (28,7%). Имају свој себуано језик, који припада малајско-полинежанској групи аустронежанске породице језика. По вери су углавном католици.
Укупно их има око 13.3 милион, од чега 13.228.570 на Филипинима, 5.400 у Аустралији, 5.300 у САД и око 3.400 на Новом Зеланду.

## Историја
Аустронежански народи под именом Малајо-полинежани (говорници малајско-полинежанских језика) настанили су острво Себу и остале делове Филипина пре око 30.000 година. Највећи број Себуанаца је малајско-полинежанског порекла. Међутим, неки Себуанци су развили поморску трговину са Микронежанима, али су зато били ангажовани у трговину са Јапаном, Индијом, Кином, Малезијом, Индонезијом, Тајландом и Шри Ланком.
Језиком себуано се још говорило у прото-аустронежанској доби (вероватно пре око 6.000 година) на острву Себу. Језик се проширио ка околним острвима, затим ка провинцијама Негрос, већим деловима Минданаа, западним и јужним деловима острва Лејте.
Себуанци су у 17. веку развили културу преко трговине са значајним утицајем особито из Јапана. Увозили су зачине, свило, злату и оружје, а извозио се корал и бисери. Себуанци су практиковали анимизам све до средине 16. века, кад су их покрстили шпански мисионари (католицизам).
Пинтадос је био термин који су користили шпански мисионари да опишу тетовиране Себуанце. Углавном су живели на острву Себу, на источном делу Негроса, као и у региону Лејте на истоку Филипина. Сама реч значи „обојени“, и први пут је коришћена за време шпанске колонизације Филипина.

## Језик
Себуано језиком говори око 25 милиона људи на Филипинима и најраспрострањенији је језик међу висајанским језицима.
Међу Себуанцима су заступљени тагалог, који је такође аустронежански језик, као и енглески, који припада германској грани индоевропске породице језика.